# Postzustellbezirk
Unter einem Postzustellbezirk versteht man den Teil eines besiedelten Gebiets, der in der Regel von einem einzelnen Postzusteller bedient wird. Je nach Art der zugestellten Postsendungen unterscheidet man zwischen reinen Briefzustellbezirken, reinen Paketzustellbezirken oder Verbundzustellbezirken.

## Deutschland
Bei der Deutschen Post AG werden (Stand 2022) von insgesamt rund 118.600 Zustellkräften werktäglich rund 49 Millionen Brief- und 5,9 Millionen Paketsendungen zugestellt. Diese Sendungsmenge wird (Stand 2014) über 21.000 reine Briefzustellbezirke, 9.800 reine Paketzustellbezirke (davon 990 fremdvergeben) und 30.000 Verbundzustellbezirke bewältigt.
Ein Postzustellbezirk in Deutschland ist dabei die Teilmenge eines oder mehrerer Postleitzahlbereiche. Er besteht aus einer durch eine in der Regel jährliche Bemessung genau festgelegten Anzahl von Straßen und Hausnummern in bestimmter Anordnung. Bei der Sortierung wird im Brief- oder Paketzentrum gemäß der hinterlegten Straßen- und Hausnummernliste ein auf Postleitzahlen sortierter Bereich weiter auf Zustellbezirke sortiert. Der Zusteller muss die Sendungen danach noch in seine Gangfolge bringen, wobei hierzu auch Gangfolgesortiermaschinen eine Vorsortierung vornehmen können.
Wenn ein Postzustellbezirk an einem Tag nicht bedient werden kann, so wird dieser „aufgelöst“. Dann übernehmen mehrere oder alle anderen Zusteller einen Teilbereich des Zustellbezirks vor ihrem eigentlichen Bezirk, um die Zustellung auch des ausgefallenen Bezirks sicherzustellen. Die Endsortierung muss in diesem Fall ebenfalls durch einen oder mehrere andere Mitarbeiter vorgenommen werden, die dann zwei Bezirke sortieren müssen.

## Österreich
Ähnlich wie das deutsche Zustellnetz ist auch das österreichische aufgebaut. Die Österreichische Post unterscheidet die Briefzustellbezirke, genannt Rayons, durch 4-stellige Nummern, die immer mit einer 0 (Null) enden. Es wird zwischen einem Orts- und einem Landzustellbezirk unterschieden. Ortszustellbezirke beginnen mit einer 0, 1 oder 2, Landzustellbezirke mit einer 9, z. B. 0010 für den 1. Ortszustellbezirk oder 9010 für den 1. Landzustellbezirk. Jedem Zustellbezirk wird die Postleitzahl der jeweiligen Zustellbasis vorangestellt, z. B. 1010 0010 für Wien 1. Bezirk, Ortsrayon 1.
Für die Zustellung der unadressierten Post wird der Rayon in 2 Hälften geteilt, d. h. die Endziffer ist 1 oder 2 anstatt der 0. Dies wird jedoch nur intern verwendet. 
Für die Paketpost ist das System gleich aufgebaut, jedoch wird nicht zwischen Land- und Ortszustellbezirken unterschieden. Die Paketzustellbezirke beginnen mit 6, z. B. 6010 für einen Paketzustellbezirk.